# (73830) 1996 AU13
(73830) 1996 AU13 – planetoida z pasa głównego asteroid okrążająca Słońce w ciągu 4,38 lat w średniej odległości 2,67 j.a. Odkryta 15 stycznia 1996 roku.